# Бизнес-коммуникация
Бизнес-коммуникация — взаимодействие субъектов коммуникации для достижения тех или иных интересов фирмы, её основных целей.

## Деловое общение и бизнес-коммуникация
Стоит отличать понятие бизнес-коммуникации и делового общения, поскольку общение входит в сферу изучения психологической науки, в то время как коммуникация подразумевает определенный аспект и может быть рассмотрена с технической, информационной, экономической, организационной и многих других точек зрения.
Кроме того, важно отметить нацеленность коммуникации на конкретный результат. Общение становится коммуникацией только в том случае, если были предприняты какие-то действия. В случае бизнес-коммуникации ее можно считать таковой, если были достигнуты результаты, полезные для достижения целей предприятия.
Смысл бизнес-коммуникации заключается в том, чтобы передать такое сообщение, которое способствует своему восприятию получателем и содействует желаемым, целенаправленным его действиям. Поэтому при передаче сообщения в бизнес-коммуникации важно дать партнеру условия для восприятия, понимания и осуществления.

## История
Бизнес-коммуникация как явление непосредственно связана с развитием деловой сферы и техник коммуникации как таковой. Прежде всего стоит отметить становление письменностей, а также появления каналов передачи информации. Важнейшей вехой можно считать появление печатного пресса, благодаря которому предприятия получили возможность заявить о себе широкому кругу людей посредством газет, журналов, объявлений и других каналов. Складывается особый, деловой стиль общения, традиции которого берут свое начало еще с самого начала истории письменной коммуникации. Еще более быстрый канал связи, который позволил распространить влияние фирм на клиентов еще дальше, — это радио, а с 1930-х годов — и телевидение. Совершенно особенным этапом стало широкое распространение Интернета, который открыл путь к коммуникации предприятий с клиентами на глобальном уровне.

## Типы и формы ведения деловой коммуникации
Деловую коммуникацию можно классифицировать по нескольким признакам:
- устная и письменная;
- диалогическая и монологическая;
- межличностная и публичная;
- контактная и дистантная;
- непосредственная и опосредованная[1].

Основные принципы бизнес-коммуникации заключаются в следующем:
- «золотое правило нравственности»;
- альтруизм и социальная ответственность бизнеса;
- примат сотрудничества над конкуренцией;
- системность.

### Модели бизнес-коммуникации
Нельзя построить однозначную и единственно верную модель бизнес-коммуникации. Причиной тому является то, что при выработке стратегии бизнес-коммуникации важно учитывать множество разнообразных факторов: личность собеседника, его настроение, интересы и многое другое.
При этом возможность отметить следующие этапы бизнес-коммуникации:
1. Потребность в общении (необходимо сообщить или узнать информацию, повлиять на собеседника и т. п.) — побуждает человека вступить в контакт с другими людьми.
2. Ориентировка в целях общения, в ситуации общения.
3. Ориентировка в личности собеседника.
4. Планирование содержания своего общения — человек представляет себе (обычно бессознательно), что именно скажет.
5. Бессознательно (иногда сознательно) человек выбирает конкретные средства, фразы, которыми будет пользоваться, решает как говорить, как себя вести.
6. Установление контакта.
7. Обмен мнениями, идеями, фактами.
8. Восприятие и оценка ответной реакции собеседника, контроль эффективности общения на основе установления обратной связи. Корректировка направления, стиля, методов общения.

## Средства ведения бизнес-коммуникации

### Формальные средства
Стоит отметить, что бизнес-коммуникация предусматривает не только взаимодействие между предприятиями, но и отношения внутри фирмы.
Итак, формальными каналами коммуникаций называют те каналы, которые установлены руководством предприятия. Линии, связывающие должностных лиц и подразделения организационной структуры компании, обычно и представляют собой формальные каналы коммуникаций.
Существуют вертикальные и горизонтальные формальные средства бизнес-коммуникации. Вертикальные, в свою очередь, можно разделить на те, что направлены «вверх» (к руководству) и «вниз» (к подчиненным). Представляется понятным, что оба направления коммуникации являются очень важными, поскольку коммуникация «вверх» позволяет начальству быстро получать необходимую информацию от работников фирмы, что позволяет им дальше определять политику ведения бизнеса в рамках данной фирмы. Коммуникация «вниз» позволяет быстро и четко координировать действия подчиненных и доносить до них ценности и актуальные задачи предприятия.
Лэйхифф и Пенроуз выделили пять основных типов коммуникаций, направленных вниз.
- Инструкции по выполнению работ: письменные технические условия, технические задания, руководства по обучению, по проведению занятий при обучении на рабочем месте;
- Логическое обоснование работ;
- Коммуникации, направленные на разъяснение политики и методики, объясняют работникам правила и личные преимущества, которые обеспечены их работодателем;
- Обратная связь включает сообщения, которые информируют работников о том, удовлетворительно ли они выполняют свою работу;
- Внушающая коммуникация направлена на обеспечение поддержки определенной организационной задачи со стороны работников.

### Неформальные средства
Неформальные каналы коммуникаций в организациях часто называют ложными слухами. В то время как многие авторы полагают, что информация, передаваемая по системе «ложных слухов», неточна, по крайней мере один исследователь, действительный член Академии менеджмента Кейт Девис, придерживается мнения, что от 75 % до 95 % такой информации — корректно. К тому же неформальные каналы обычно передают информацию быстрее, чем формальные, и играют важную роль в распределении организационных задач.
В одном из последних исследований офисных сплетен только 14 % опрошенных сказали, что редко прибегают к слухам. Остальные заявили, что распространяют слухи либо часто, либо иногда. Большинство тем, по которым распространялись слухи, были связаны с работой; среди наиболее часто обсуждаемых тем были названы изменения в бизнесе и офисные интриги. 57 % опрошенных объяснили свое участие в распространении сплетен тем, что только таким образом можно было узнать, «что происходит на самом деле».
Распространенной формой неформальных коммуникаций является управление, основанное на выходах в народ, и «виноградная лоза».
Управление, основанное на выходах в народ, или обходы производственных участков, позволяет менеджерам получать информацию «из первых рук», без искажения, в оперативном режиме, построить более человеческие отношения с подчиненными, получить представление об их проблемах, проверить реакцию на принимаемые решения (обеспечить обратную связь), «провентилировать» отношение к предполагаемым изменениям.
«Виноградная лоза» — это неформальная коммуникативная сеть организации, формирующаяся в низшем звене и существующая наряду с формальной сетью. Чем меньше информации поступает к работникам по официальным каналам, тем интенсивнее развивается «виноградная лоза».
Цепочки лозы могут быть такими:
- однонаправленные (информация передается последовательно от одного работника другому);
- сплетни (от одного — многим);
- вероятностные (новость распространяется случайным образом);
- гроздь (информация передается нескольким сотрудникам, а некоторые из них также передают информацию нескольким).